# Gaspar da Gama
Gaspar da Gama lub Gaspar da India (ur. ok. 1450, zm. ok. 1510) – podróżnik żydowski urodzony prawdopodobnie w Królestwie Polskim, w Poznaniu, naturalizowany w Portugalii.
Według najpopularniejszej wersji opuścił Polskę razem z rodzicami, gdy tumulty antyżydowskie kazały przyjąć chrześcijaństwo (król polski nigdy nie wydał takiego nakazu). Od tamtej pory tułał się po świecie. Przebywał w Palestynie, Aleksandrii (miał tam przyjąć islam), Indiach. Będąc szpiegiem na usługach władcy Goa, został schwytany przez Vasco da Gamę i zmuszony do przyjęcia chrześcijaństwa. Wraz z chrztem przyjął jego nazwisko (Vasco da Gama był prawdopodobnie jego ojcem chrzestnym). Podróżując już na usługach portugalskich dotarł m.in. do Afryki Wschodniej, Indochin, Cejlonu, Jawy. Służył w kilku wyprawach portugalskich jako tłumacz i znawca miejscowych obyczajów. Doskonale znał wybrzeża Afryki Wschodniej, co w pierwszych latach po przetarciu szlaku przez Vasco da Gamę pomagało portugalskim żeglarzom w docieraniu do Indii słabo jeszcze znaną drogą. Miał być również uczestnikiem wyprawy Cabrala, podczas której odkryto Brazylię. W kronikach portugalskich ślad o nim urywa się w 1510 roku. Encyclopaedia Judaica, wydana w Berlinie w 1931 roku, podaje informacje, że zginął w Indiach przy zdobywaniu Kalikatu, dzisiejszego miasta Kozhikode w stanie Kerala.

## Życiorys[3]
Podstawowym źródłem wiedzy o Gasparze i o okolicznościach jego spotkania z Portugalczykami w Indiach jest relacja Álvaro Velho, jednego z uczestników wyprawy, która 8 lipca 1497 r. pod dowództwem Vasco da Gamy wyruszyła w celu odkrycia drogi morskiej do Indii. Relację Álvaro uporządkował, doskonale poinformowany o pierwszej podróży Vasco da Gamy, Damião de Goes, kierownik archiwum portugalskiego w XVI wieku, który wcześniej był dyplomatą m.in. wysłanym do Polski. W jego przekazie czytamy, że „...torturowany wyznał on, że jest Żydem z Królestwa Polskiego, z miasta Poznania, stolicy Wielkopolski i siedziby biskupa, znacznego i silnie obwarowanego miasta”.
Gaspar wraz z rodzicami opuścił Polskę w wieku ok. 10 lat. Jakiś czas przebywał w Wenecji, Jerozolimie i Aleksandrii. Stamtąd trafił do Indii prawdopodobnie w celach handlowych już jako doświadczony w podróżach młody kupiec. Tam pojął za żonę Żydówkę, która miała „odgrywać w życiu gminy żydowskiej w Koczinie dużą rolę”. W administracji Shaha Yusufa Adilowa Gaspar zajmował stanowisko shahbandara – osoby odpowiedzialnej za rokowania z obcymi kupcami oraz zarządzającej cłami. W maju 1498 r., kiedy Portugalczycy na czele z Vasco da Gamą przypłynęli do Indii, miał już dziewiętnastoletniego syna i oprócz włoskiego znał jeszcze hebrajski, arabski, chaldejski i kilka języków Indii. Kiedy po miesiącu od opuszczenia Kalikatu portugalskie statki zakotwiczyły przy wyspie Angediva (ok. 20 mil od Goi), na statku Vasco da Gamy zjawił się pewien tajemniczy człowiek, lat ok. czterdziestu, może pięćdziesięciu, z białą brodą, ubrany w lniane szaty, na głowie miał piękny turban, u pasa zaś krótki miecz. Pozdrowił Portugalczyków, prosząc po włosku o pozwolenie wejścia na pokład. Podejrzewając podstęp, Vasco da Gama kazał wziąć go na tortury, na których przyznał się do swej szpiegowskiej misji, wyznał też swoje pochodzenie. Portugalczycy mieli go zabić, ale Vasco da Gama szybko zorientował się, że przybysz znakomicie zna Indie, tutejszą mowę, zwyczaje i okoliczne wody. Postanowił więc skorzystać z jego usług i zaproponował mu przejście na służbę Portugalii. Postawił jednak warunek – musi się ochrzcić i przyjąć wiarę chrześcijańską. Nieznajomy przyjął ten warunek i już w drodze powrotnej, znając okoliczne wody, wyprowadził błądzących Portugalczyków na właściwy kurs. W Lizbonie nieznajomy został ochrzczony jako Gaspar, bo przypominał Portugalczykom dostojnego Mędrca ze Wschodu – Kacpra. Ojcem chrzestnym Gaspara został sam Vasco da Gama, który również dał mu swoje nazwisko. Przedstawił go również królowi Manuelowi I Szczęśliwemu jako wybawcę całej wyprawy i człowieka o ogromnej wiedzy. Gaspar został dworzaninem króla, uzyskując tytuł „kawalera mojego domu”, dzięki czemu miał nieograniczony dostęp do portugalskich bibliotek i archiwów, z czego skrzętnie skorzystał. Król Portugalii chwalił się nim w liście do papieża Aleksandra VI.
W 1500 Pedro Álvarez Cabral ze swoją wyprawą do Indii dotarł do brzegów Brazylii. Na jednym z okrętów Cabrala nawigatorem był Gaspar da Gama. Ponoć to on, uciekając przed rozszalałym żywiołem, poradził Cabralowi obranie kursu jeszcze dalej na zachód dzięki czemu dopłynęli do brzegów Ameryki. Gaspar i Nicolau Coelho byli pierwszymi osobami, które postawiły stopę na Nowym Lądzie. 
W latach 1502–03 Gaspar ponownie odbył podróż do Indii z Vasco da Gamą. Podczas pobytu w Indiach doprowadził do nawiązania przez władcę Koczinu stosunków handlowych z Portugalią i otwarcia kolejnych portugalskich faktorii na Półwyspie Indyjskim. W Koczinie znalazł też w 1505 r. swojego syna, którego przekonał do przyjęcia chrztu (dostał on imię Baltazar – jak trzeci z Mędrców).
Następnie przygotowywał Baltazara do objęcia funkcji tłumacza w lokalnej faktorii. Ślad o Gasparze da Gamie w kronikach portugalskich urywa się w 1510 r. – brał on wówczas udział w oblężeniu Kalikatu, gdzie podobno miał stracić życie. Inna wersja za miejsce śmierci Gaspara podaje Lizbonę, do której podobno wrócił, ponieważ jakoby ożenił się tam z Portugalką z wyższych sfer i miał z nią syna. 
Są też hipotezy, że nie wrócił już do Portugalii i zmarł ok. 1520 r. w wieku blisko 80 lat. Nie wiadomo, jaka jest prawda, ale nie ulega wątpliwości, że potomek poznańskich Żydów wyświadczył Portugalczykom nieocenione usługi nawigacyjne, geograficzne i administracyjne. Brak możliwości zweryfikowania informacji wynika głównie z utraty archiwów portugalskich (w tym rejestrów podróży Vasco da Gamy) podczas trzęsienia ziemi w Lizbonie 1 listopada 1755 r.